# Oscar Reutersvärd

El triángulo de Penrose.

Oscar Reutersvärd (1915, Estocolmo, Suecia – 2 de febrero de 2002), "el padre de las figuras imposibles", fue un artista pionero en el arte de los objetos imposibles. Se trata de objetos como el que posteriormente fue denominado triángulo de Penrose, que parecen sólidos sobre el papel, pero no pueden ser construidos. Este triángulo, creado por primera vez en 1934, fue homenajeado en 1982 apareciendo en sellos de correo suecos. Comparando su trabajo con el mucho más famoso artista de lo imposible M. C. Escher, se aprecia que este último construye mundos habitados alrededor de objetos imposibles, mientras que los diseños de Reutersvärd consisten generalmente en figuras geométricas. Reutersvärd produjo más de 2.500 figuras, todas en proyección isométrica. Hay numerosos libros publicados sobre su trabajo en sueco, inglés, polaco y ruso.